# Ana José Tima
Ana Lucía José Tima, född 10 oktober 1989 i La Romana i Dominikanska republiken är en dominikansk friidrottare, framförallt trestegshoppare.

## Karriär
2015 tog hon silver vid NACAC Championships, ett mästerskap för idrottare från Nordamerika, Centralamerika och Karibien.
Hon deltog i Olympiska sommarspelen 2016 samt Olympiska sommarspelen 2020, dock utan att kvala in till finalerna. Fyra gånger under karriären har hon blivit nationell mästare.
José Timas personbästa är 14,49 meter, satt vid en tävling i Castelló de la Plana i Spanien den 29 juni 2021.

### Dopningsfall
I juli 2023 fälldes hon för dopning efter att ha använt den otillåtna substansen cardarine och stängdes av från allt tävlande i tre år.